# Calliope (gruppo musicale)
I Calliope sono un gruppo musicale italiano di rock progressivo, formatosi nel 1989 a Torino.

## Il gruppo
Il gruppo nasce su iniziativa di Rinaldo Doro, tastierista. Il primo album esce nel 1992 per la Vinyl Magic e s'intitola La terra dei grandi occhi. Il suono è tipico dei primi anni settanta, con abbondante uso di organo Hammond, Moog e Mellotron.  Il secondo album Città di frontiera arriva l'anno dopo. A differenza del primo dove predominavano vecchie composizioni di Doro, in questo c'è una collaborazione collettiva. Le sonorità vertono adesso verso atmosfere più contemporanee.
L'anno dopo il cantante Massimo Berruti lascia il gruppo che si ferma per qualche tempo. Rinaldo Doro ne approfitta per scrivere materiale per quello che dovrebbe essere il suo disco solista. Per registrarlo, Doro chiama dei nuovi musicisti e quando nel 1995 il lavoro è finito, uscirà ancora a nome Calliope.
Dal 1996 al 2000 il gruppo vive un periodo molto agitato, con continui cambi di formazione e pause.
Nell'ottobre del 2002 vede la luce l'album Generazioni, un live con materiale del 1993 e del 2000 più un inedito.

## Formazione

### Formazione iniziale
- Massimo Berruti - voce
- Mario Guadagnin - chitarra
- Enzo Martin - basso
- Gianni Catalano - batteria
- Rinaldo Doro - tastiere

### Ultima formazione (2005)
- Alessandro Amato - voce
- Enrico Merlo - chitarra
- Andrea Crovagna - basso
- Fabio Morese - batteria
- Enrico Perrucci - tastiere

## Discografia
- 1992 - La terra dei grandi occhi
- 1993 - Città di frontiera
- 1995 - Il madrigale del vento
- 2002 - Generazioni